# China Communications Construction Company
China Communications Construction Company (CCCC; chinesisch 中國交通建設 / 中国交通建设, Pinyin Zhōng guó jiāo tōngjiàn shè) ist ein chinesisches Unternehmen mit Firmensitz in Peking. Das Unternehmen ist an der Hong Kong Stock Exchange gelistet. CCCC wurde am 6. Dezember 2006 gegründet. Das Unternehmen ist im Bausektor tätig. Vorsitzender von CCCC ist Zhou Jichang.
Zu den Tochterunternehmen zählen:
- Shanghai Zhenhua Port Machinery (ZPMC)
- China Road and Bridge Corporation (CRBC)
- China Harbour Engineering Company (CHEC)[2]

Ein Teil der Aktien wurde beim Börsengang im Dezember 2006 von den Milliardären Li Ka Shing, Lee Shau Kee, Joseph Lau, Robert Kuok und al-Walid ibn Talal erworben. Zu den strategischen Anteilseignern gehören die Unternehmen China Life Insurance Group, Chow Tai Fook Group und Government of Singapore Investment Corporation.
Am 28. August 2020 veröffentlichte das US-Verteidigungsministerium die Namen weiterer „kommunistischer chinesischer Militärunternehmen“, die direkt oder indirekt in den USA tätig sind. CCCC wurde in die Liste aufgenommen.